# 臺灣尾花介
臺灣尾花介（学名：Cytherura taiwanica）为尾花介科尾花介屬下的一个种。